# 蒙特勒伊山
蒙特勒伊山（英語：Mount Montreuil），是南極洲的山峰，位於維多利亞地的博克格雷溫克海岸，處於休珀納爾山以東16公里的蓋爾冰川北岸，屬於登山家山脈的一部分，海拔高度2,680米，美國地質調查局根據測量和美國海軍拍攝的空中照片繪入地圖，現時由南極條約體系管理。